# Вейсенбрух, Ян
Ян Вейсенбрух (нид. Jan Weissenbruch, род. 18 марта 1822 г. Гаага — ум. 15 февраля 1880 г. Гаага) — голландский художник, один из лучших представителей Гаагской школы в области городского пейзажа.

## Биография
Ян Вейсенбрух был племянником известного голландского живописца Иохана Хендрика Вейсенбруха. В 1839—1847 годах учился в гаагской Академии художеств. Совместно с художником Иоганом Виллемом Ян Вейсенбрух является одним из основателей группы Пульхри студио. Одной из основных тем в творчестве художника было изображение, подчас весьма тщательное, видов и пейзажей голландских городов — с мостами, каналами и т. п. Писал свои картины он преимущественно в родной Гааге, но иногда также в Леердаме, в Куленборге (Гелдерланд) и в Бельгии (например, в Льеже).
Помимо живописи, Ян Вейсенбрух создавал и графические произведения — акварели, литографии и пр.

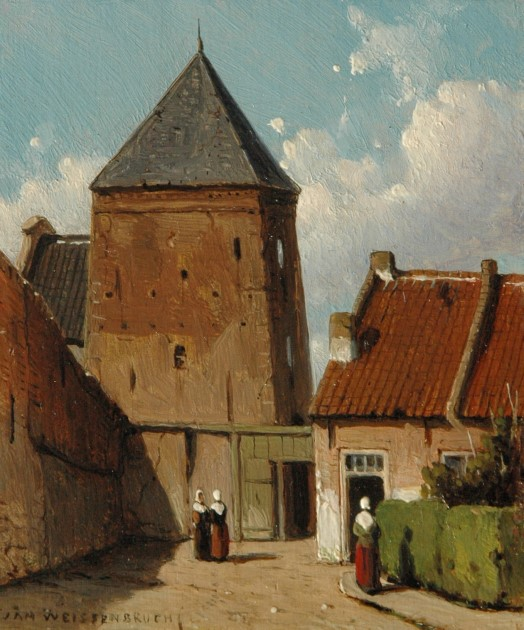
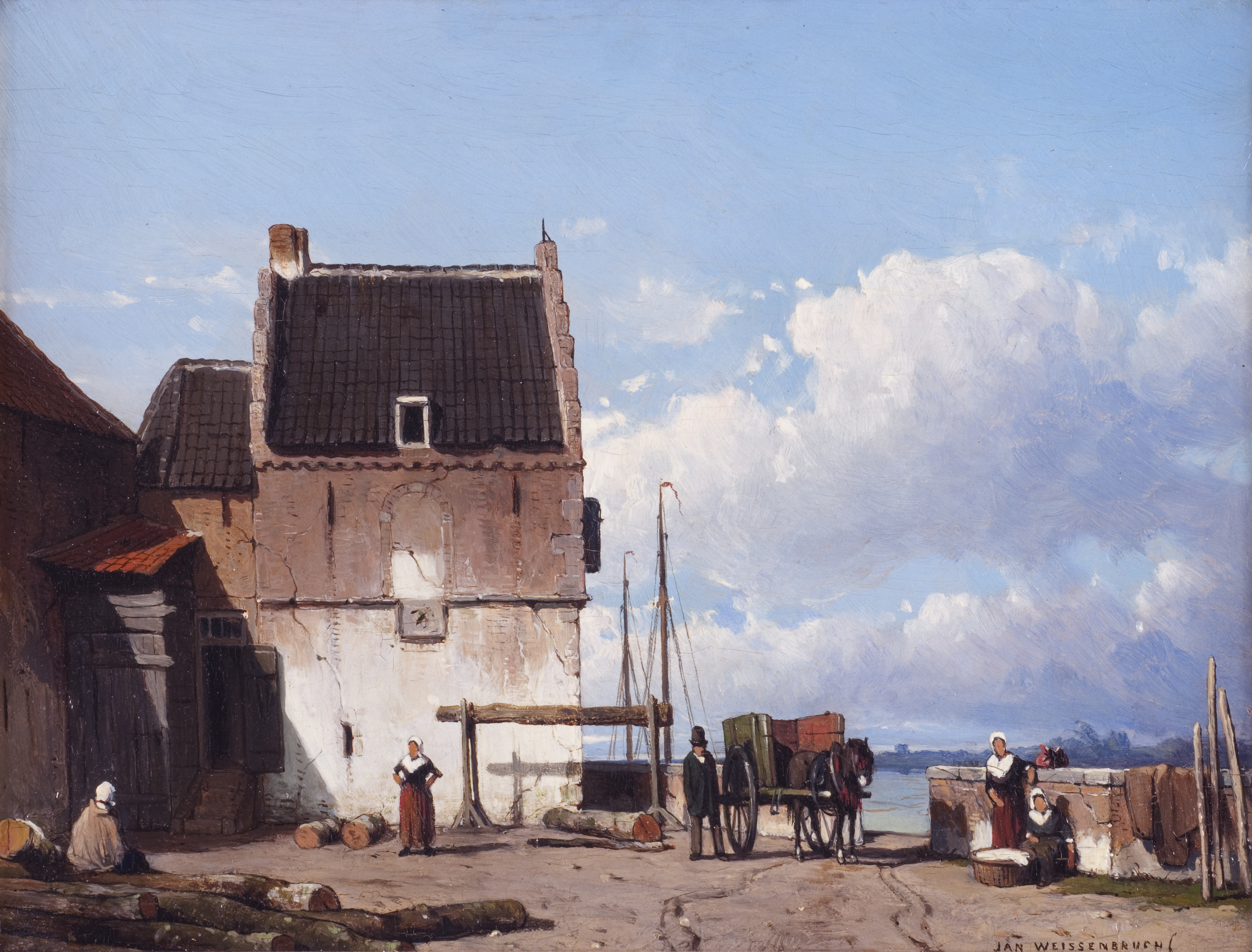
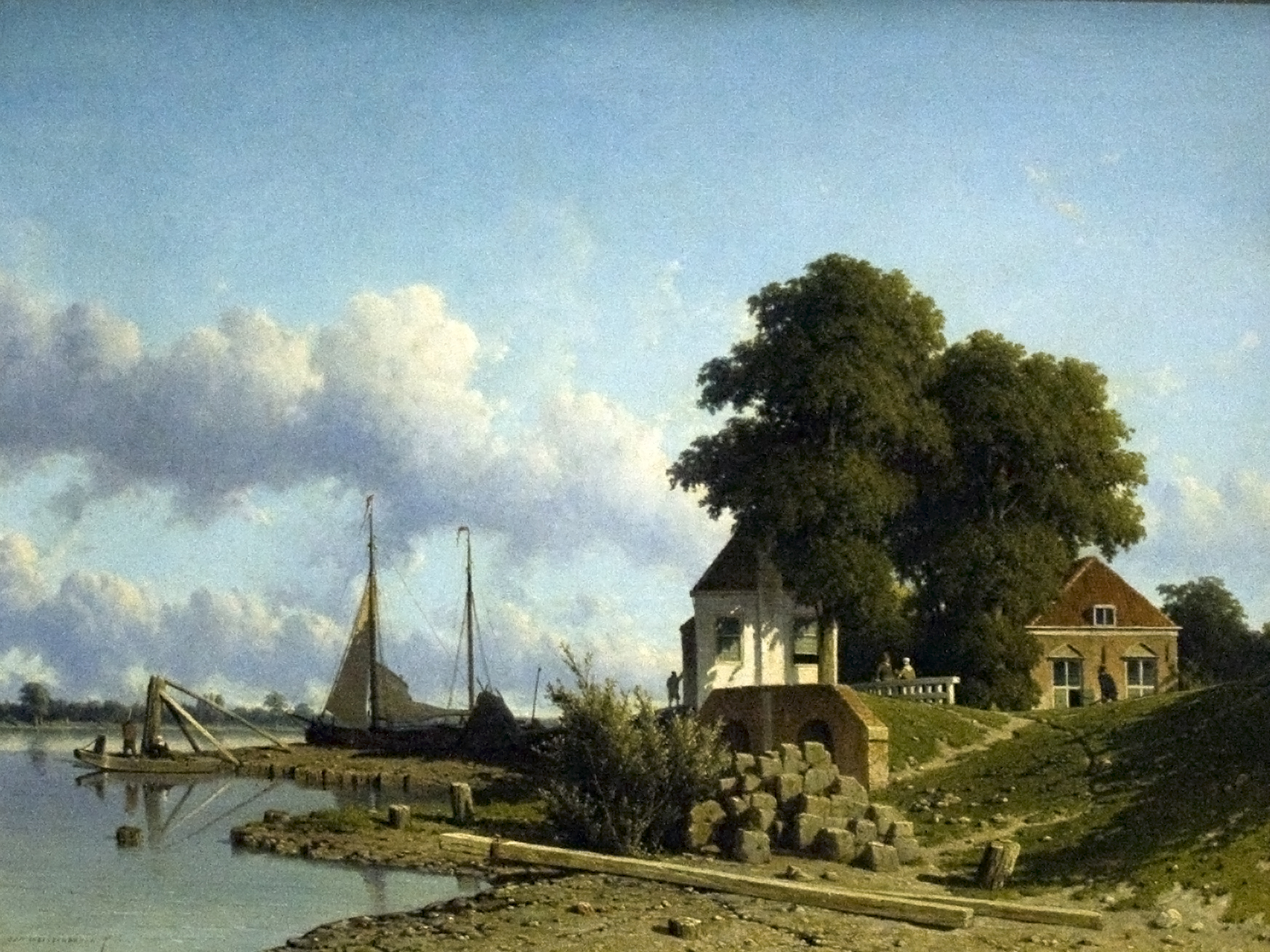
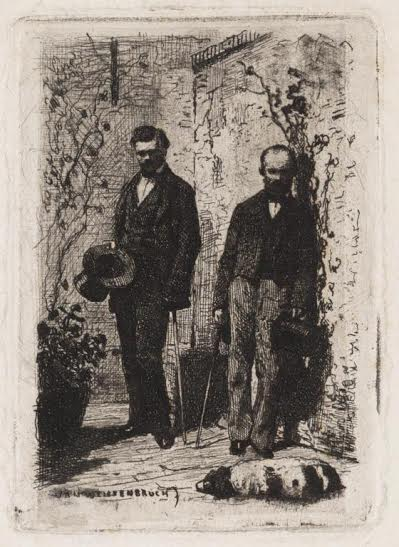